# 雷米吉尤斯·热迈泰蒂斯
雷米吉尤斯·热迈泰蒂斯（1982年5月30日—）是立陶宛極右翼政治家和立陶宛共和國議會议员，以反犹太極端主義而為人所知。他是尼穆納斯黎明的創黨人與领导人。

## 早期生活
热迈泰蒂斯在1982年5月30日於希盧泰出生。2005年，他毕业于维尔纽斯大学法学院。他此後一直担任律师與法院助理至2007年。2007年至2009年间，他先後担任维尔纽斯市长尤奥扎斯·因布拉萨斯與欧洲议会議員、前立陶宛總統罗兰达斯·帕克萨斯的助理。

## 政治生涯
热迈泰蒂斯在2009年代表秩序與正義在希拉萊–希盧泰单选区的補選中当选为第十屆立陶宛共和國議會議員。2012年，他連任第十一屆立陶宛共和國議會議員，此後獲选为立陶宛共和國议会经济委员会主席。
热迈泰蒂斯在2016年的選舉中成為秩序與正義政黨代表名單的首位。他在該次選舉中當選南萨莫吉提亚單選區（即排除希盧泰後的希拉萊單選區）國會議員。該次選舉後，罗兰达斯·帕克萨斯辭去秩序與正義领导人一職，热迈泰蒂斯成為秩序與正義的臨時领导人。秩序與正義在2018年加入斯克韋爾內利斯內閣。當年9月，根據執政聯盟的協議，热迈泰蒂斯成為立陶宛共和國議會副議長之一。兩個月後，秩序與正義的議會黨團解散，热迈泰蒂斯成為立陶宛共和國議會的無黨籍議員。
2019年10月，在热迈泰蒂斯支持罷免维克托拉斯·普兰茨基埃蒂斯的议长一职后，立陶宛農民與綠人聯盟領導人拉穆納斯·卡爾包斯基斯敦促热迈塔蒂斯辞去副议长一职，並称热迈泰蒂斯此举是对执政联盟的“背叛”。一个月后，热迈泰蒂斯被不信任动议罷免副议长一职，其中72名议员赞成罢免，5名议员反对。 
2020年，立陶宛自由联盟（自由主義者）、秩序与正義、立陶宛前进运动三党合并为自由與正義，热迈泰蒂斯獲选为自由與正義的黨魁。在当年的选举中，他當選地方選區重劃後凱爾梅–希拉萊选区國會議員。
热迈泰蒂斯在2024年1月27日宣佈将参加當年的總統選舉。在5月12日举行的首轮投票中，他的得票率為9.21%，位列第四。
热迈泰蒂斯在同年作為尼穆納斯黎明的領導人参加當年的立陶宛共和國議會選舉。他在凯尔梅–希拉莱选区以47.83%的得票率在首轮投票选举中直接当选。尼穆納斯黎明在選舉後成為立陶宛共和國議會第三大黨，得票率為14.97%，共有20個议席。尼穆納斯黎明在立陶宛西部大部分地区（萨莫吉提亚與小立陶宛）获得了相對多數的选票。尼穆納斯黎明此後與立陶宛共和國議會最大黨立陶宛社會民主黨、民主聯盟「為了立陶宛」组成執政聯盟。

## 爭議
热迈泰蒂斯在2018年9月接受俄语周报《快訊周刊》（Экспресс-неделя）采访时表示他反对所谓的“反俄制裁”，並主张进行谈判。
極右翼德國另類選擇黨议员佩特尔·比斯特龙在2022年11月访问白俄罗斯期间应热迈泰蒂斯的邀请访问立陶宛。

### 反猶太主義
热迈泰蒂斯在2023年5月至6月期间於Facebook公开發佈5篇被指为反犹太主义的帖文。5月8日的前两篇帖文批评以色列侵犯巴勒斯坦人權，並重點批評以色列摧毁約旦河西岸地區一所由欧洲联盟资助的学校。两篇帖文都引用了一句與謀害犹太人相關的著名立陶宛童谣。6月13日的后续帖文為立陶宛总理因格麗達·希莫尼特访问以色列而写，其中热迈泰蒂斯失實声称1944年在皮尔丘皮艾村发生的大屠杀是犹太人與俄羅斯人所为，而非真正的凶手納粹德國党卫队，並进一步稱立陶宛人所遭遇的大屠殺比犹太人所遭遇的大屠殺更严重。热迈泰蒂斯後來表示，他误解了有關皮尔丘皮艾的事情，而他本來想指的是另一件事。
热迈泰蒂斯的相關言论遭立陶宛政界人士、立陶宛犹太社羣與多位驻立陶宛的大使的强烈批评與谴责。2023年5月19日，自由与正義因热迈泰蒂斯的反犹太言论而暂时中止其党员身份。热迈泰蒂斯在自由与正義發起对其黨員資格的弹劾程序前脫離热迈泰蒂斯，並成立新政黨尼穆納斯黎明。在议会发表讲话时，热迈泰蒂斯坚称其言论针对以色列在2023年战争开始前针对巴勒斯坦人的行为，並在随后澄清他支持判处本雅明·内塔尼亚胡死刑。他谴责针对其帖文的调查是政治迫害與人格暗殺。2024年4月，立陶宛憲法法庭裁定热迈泰蒂斯违背作为立陶宛共和國议会成员的誓言與宪法，並认为帖文的言论屬反犹太主义。热迈泰蒂斯为避免被议会投票罢免而隨即辞去议员职务。热迈泰蒂斯此後就其弹劾程序與裁决向欧洲人权法院对立陶宛提起上诉。
2024年立陶宛共和國議會選舉後，获胜的立陶宛社會民主黨决定邀请尼穆納斯黎明加入执政联盟，此举引发立陶宛與国际社会出於對热迈泰蒂斯的过往言论的关注而起的强烈反对。美国、德国、波兰與以色列的政界人士批评容許尼穆納斯黎明加入执政联盟的决定，立陶宛的公民社会团体與抗议者也表达了同样的觀點。热迈泰蒂斯对此回应称国际社会的反应由於其政敵所煽动。他更致信北大西洋公约组织、欧洲联盟国家與以色列大使表示自己並非反犹太主义者，而只是批评以色列的行为，並相信平等與人类尊严。他在信中提到他在活动期间曾与考納斯的犹太社羣會面，表达自己的遗憾與敬意。

### 2024年的其他調查
2024年11月19日，刑事檢控办公室开始调查热迈泰蒂斯在Facebook上对因格麗達·希莫尼特的诽谤指控。
同月，立陶宛警察以违反《刑法典》第170.2條中有关种族仇恨的规定為由开始调查热迈泰蒂斯的另一Facebook帖文。热迈泰蒂斯在該帖文中呼吁抗议者手持蜡烛聚集在立陶宛首位後苏联時期领导人、前反对党祖國聯盟—立陶宛基督教民主黨主席维陶塔斯·兰茨贝吉斯的家门前。該帖文的發佈是为了回应一场计划在维尔纽斯獨立廣場举行、抗议容許尼穆納斯黎明加入执政联盟的示威活动。

## 政治立場
热迈泰蒂斯自認為是保守自由主義者。
热迈泰蒂斯反对立陶宛合法化多重國籍，支持同性伴侣的民事结合，但不支持同性婚姻。他在2022年5月26日立陶宛共和國议会就妥协的民事结合法案的投票中投下弃权票。他反对立陶宛批准《欧洲委员会防止和反对针对妇女的暴力和家庭暴力公约》。
热迈泰蒂斯曾於2017年提议立陶宛恢复死刑。

## 個人生活
雷米吉尤斯·热迈泰蒂斯的妻子是日维莱·热迈泰蒂埃内（Živilė Žemaitaitienė），二人育有兩個兒子瓦卡里斯（Vakaris）與约里斯（Joris）。热迈泰蒂斯有釣魚、旅行、閱讀、烹饪等爱好。除母语立陶宛语外，热迈泰蒂斯也通曉英语與俄语。
截至2023年，热迈泰蒂斯是立陶宛共和國议会第五富有的議員，其申报资产總值94万欧元。

## 外部連結
- 雷米吉尤斯·热迈泰蒂斯在LRT的介紹